# Malvin Ruderman
Malvin Avram Ruderman (* 25. März 1927 in New York City; † 20. Juli 2024 ebenda) war ein US-amerikanischer Physiker.

## Werdegang
Ruderman studierte an der Columbia University (Bachelor-Abschluss 1945) Physik und promovierte 1951 am Caltech. Später war er Professor an der Columbia University. 1972/73 war er am Institute for Advanced Study.
Ruderman beschäftigte sich vor allem mit Neutronensternen. Nach einer Kollaboration mit Charles Kittel 1954 (und unabhängigen Arbeiten von Tadao Kasuya, Kei Yosida) ist die RKKY-Form der Wechselwirkung von Kern-Spins (oder der Spins von inneren Elektronen in d- oder f-Schalen) in Metallen benannt, die indirekt über die Leitungselektronen erfolgt. Ursprünglich wollten sie damit die breite Kernspin-Resonanz in Silbermetallen erklären.
Er war Mitglied der JASON Defense Advisory Group, der National Academy of Sciences (1972), der American Academy of Arts and Sciences (1974), der American Association for the Advancement of Science und der American Philosophical Society (1996). Er erhielt den Pregel Award der New York Academy of Sciences.

## Schriften
- mit Charles Kittel, Walter Knight: Mechanics, Berkeley Physik Kurs Bd. 1, McGraw Hill 1965, 1973, deutsch bei Vieweg
- mit Charles Kittel: Indirect Exchange Coupling of Nuclear Magnetic Moments by Conduction Electrons. In: Physical Review. Band 96, Nr. 1, Oktober 1954, S. 99–102, doi:10.1103/PhysRev.96.99 (RKKY-Wechselwirkung).